# Leyes dominicales

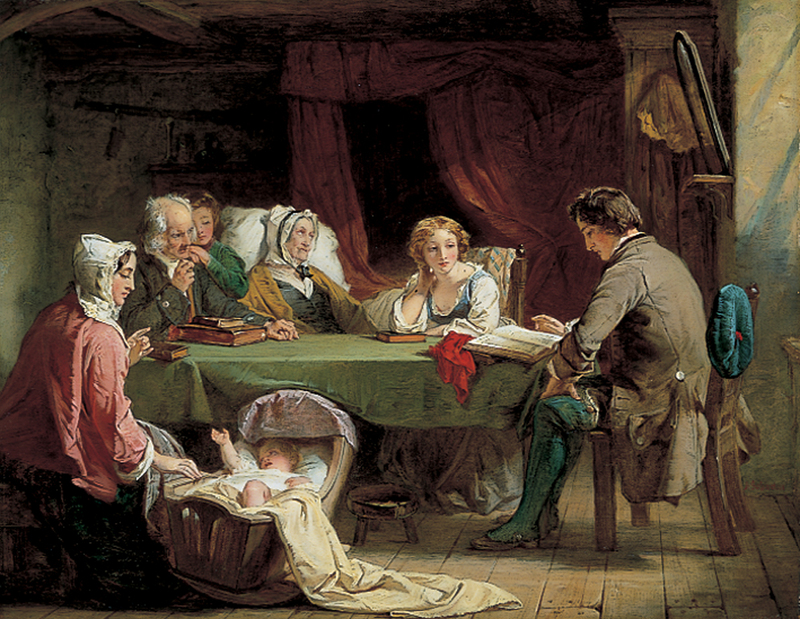
Sabbath Eve, pintura de Alexander Johnston.

Las leyes azules, también conocidas como leyes dominicales, leyes comerciales dominicales y leyes de cierre dominical, son leyes que restringen o prohíben ciertas actividades en días específicos, generalmente los domingos en el mundo occidental. Las leyes se adoptaron originalmente por razones religiosas, específicamente para promover la observancia del día de culto cristiano, pero desde entonces han llegado a servir también a fines seculares.
Las leyes azules comúnmente prohíben ciertas actividades comerciales y recreativas los domingos e imponen restricciones a la venta minorista de bienes duraderos y consumibles, particularmente bebidas alcohólicas. Las leyes también imponen limitaciones a una variedad de otras actividades, incluidos viajes, moda, caza, deportes profesionales, representaciones teatrales, proyecciones de películas y juegos de azar. Aunque hoy en día son menos frecuentes, las leyes azules siguen aplicándose en partes de Estados Unidos y Canadá, así como en países europeos, como Austria, Alemania, Noruega y Polonia, donde la mayoría de las tiendas deben cerrar los domingos.
En Estados Unidos, la Corte Suprema ha mantenido las leyes azules como constitucionales, reconociendo sus orígenes religiosos pero citando justificaciones seculares que han resultado, en particular la provisión de un día de descanso para la población en general. Mientras tanto, varios tribunales estatales han anulado las leyes por considerarlas inaplicables o violatorias de las constituciones de sus estados. En respuesta, los legisladores estatales han vuelto a promulgar ciertas leyes dominicales para cumplir con los fallos, al tiempo que permiten que algunos de los otros estatutos permanezcan en los libros sin intención de hacer cumplirlos.

## Historia
El emperador romano Constantino promulgó la primera ley conocida sobre la prohibición del trabajo dominical por razones aparentemente asociadas a la religión en el año 321 d. C.:

En el venerable Día del Sol, que descansen los magistrados y las personas que residen en las ciudades, y que cierren todos los talleres.
Codex Justinianus, lib. 3, tit. 12, 3

Las primeras leyes en América del Norte que abordan las actividades dominicales y el comportamiento público fueron promulgadas en la colonia de Jamestown en 1619 por la primera Asamblea General de Virginia. Entre las 70 leyes aprobadas por la asamblea había un mandato que requería la asistencia de todos los colonos a los servicios de adoración de la mañana y de la tarde los domingos. Las leyes adoptadas ese año también incluían disposiciones que abordaban la ociosidad, el juego, la embriaguez y la vestimenta excesiva. Pronto se adoptaron en todas las colonias leyes similares destinadas a santificar el sábado y regular la moral.
El primer ejemplo conocido de la frase "leyes azules" impresa fue en la edición del 3 de marzo de 1755 del New-York Mercury, en la que el escritor imagina un futuro periódico alabando el resurgimiento de "nuestras antiguas Leyes Azules de Connecticut". En su libro de 1781 Historia general de Connecticut, el reverendo Samuel Peters (1735–1826) usó la frase para describir numerosas leyes adoptadas por los puritanos del siglo XVII que prohibían diversas actividades los domingos, tanto recreativas como comerciales. Más allá de eso, el libro de Peters se considera un relato poco confiable de las leyes y probablemente fue escrito para satirizar su naturaleza puritana.
Si bien las raíces históricas de las leyes comerciales dominicales en los Estados Unidos son generalmente conocidas, el origen del término "leyes azules" sigue siendo un misterio. Según un editorial de la revista Time de 1961, el año en que la Corte Suprema conoció cuatro casos sobre el tema, el color azul pasó a asociarse con las leyes coloniales en oposición al emblema rojo de la realeza británica. Se han ofrecido otras explicaciones. Una de las que más ha circulado es que las primeras leyes azules adoptadas en Connecticut estaban impresas en papel azul. Sin embargo, no se han encontrado copias que respalden esta afirmación. Una explicación más plausible, que está ganando aceptación general, es que las leyes adoptadas por los puritanos tenían como objetivo hacer cumplir la moralidad y, por lo tanto, eran "de nariz azul", aunque el término "azul" puede haber sido utilizado en la lengua vernácula de la época como un sinónimo de puritanismo en sí mismo, en efecto, demasiado estricto.
En Canadá, la Ligue du Dimanche, una liga dominical católica romana, apoyó la Ley del Día del Señor en 1923 y promovió la legislación sabataria del primer día. A partir de la década de 1840, trabajadores, judíos, bautistas del séptimo día, librepensadores y otros grupos comenzaron a organizar la oposición. A lo largo del siglo, las leyes dominicales alimentaron la controversia entre la Iglesia – el Estado y fueron un tema que contribuyó al surgimiento de la política estadounidense moderna sobre los derechos de las minorías. Por otro lado, el más reciente Dies Domini, escrito por el Papa Juan Pablo II en 1998, defiende la legislación dominical en el sentido de que protege a los funcionarios y trabajadores; La Conferencia Católica de Dakota del Norte sostuvo igualmente en 2011 que las leyes azules, de acuerdo con el Compendio de la Doctrina Social de la Iglesia, "garantizan que, por razones de productividad económica, a los ciudadanos no se les niegue tiempo para el descanso y el culto divino". De manera similar, el presidente del Tribunal Supremo, Earl Warren, si bien reconoció el origen religioso parcial de las leyes azules, reconoció el "propósito secular que cumplían al proporcionar un beneficio a los trabajadores al mismo tiempo que mejoraban la productividad laboral".

## Leyes por jurisdicción

### Europa

#### Alemania
En Ladenschlussgesetz las leyes de "cierre de tiendas" los domingos y días festivos están en vigor desde 1956.

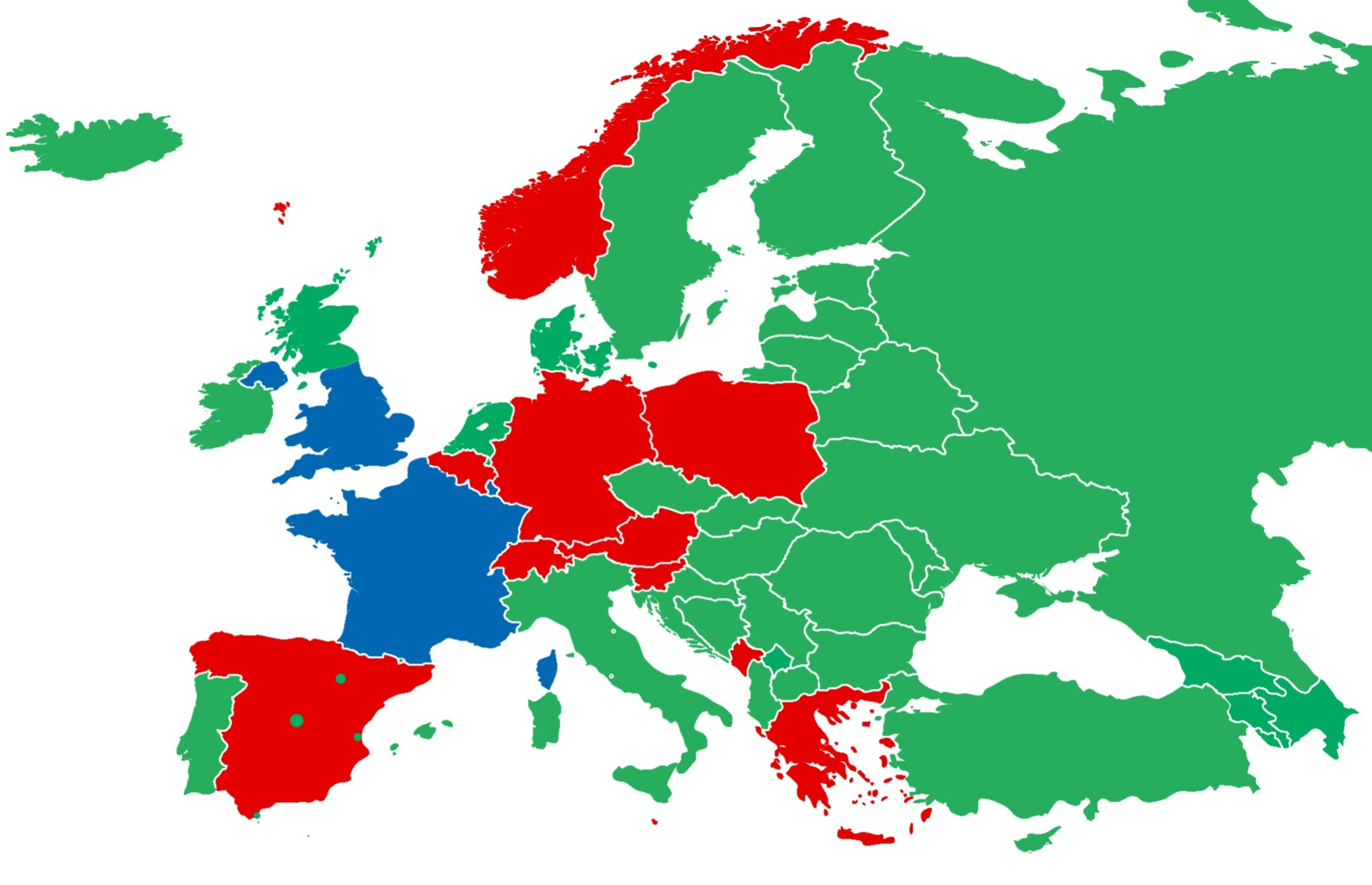
Un mapa de Europa que ofrece una visión general de la legislación sobre la compra dominical en cada país
Verde: Los grandes supermercados y centros comerciales suelen abrir los domingos.
Azul: Los grandes supermercados no pueden abrir más de 6 horas los domingos.
Rojo: Los grandes supermercados suelen cerrar los domingos.

#### Dinamarca
En Dinamarca, las leyes de cierre que restringían el comercio minorista los domingos quedaron abolidas con efecto a partir del 1 de octubre de 2012. A partir de entonces, el comercio minorista sólo estará restringido en los días festivos (Año Nuevo, Jueves Santo, Viernes Santo, Domingo de Pascua, Lunes de Pascua, Día de Oración, Día de la Ascensión, Domingo de Pentecostés, Lunes de Pentecostés, Día de Navidad y Día de San Esteban) y en el Día de la Constitución. Día, Nochebuena y Nochevieja (en Nochevieja a partir de las 3 sólo por la tarde). Estos días casi todos los comercios permanecerán cerrados. Están exentos las panaderías, los talleres de bricolaje, los centros de jardinería, las gasolineras y los pequeños supermercados.

#### Inglaterra y Gales
Antes de 1994, las leyes comerciales prohibían la venta de ciertos productos en domingo; la distinción entre los que podían y los que no podían venderse se consideraba cada vez más arbitraria, y las leyes no se aplicaban de forma adecuada y se incumplían ampliamente. Por ejemplo, algunos supermercados tratarían las multas relativamente modestas que surjan como un costo comercial y aun así abrirían. [cita requerida]

###### Desde 1994
La Ley de Comercio Dominical de 1994 relajó las restricciones al comercio dominical. Esto produjo una oposición vocal de organismos como la campaña Keep Sunday Special y la Sociedad de Observancia del Día del Señor: por motivos religiosos, con el argumento de que aumentaría el consumismo y reduciría el tiempo libre de los dependientes de las tiendas durante el fin de semana.
La legislación permite que las grandes tiendas (aquellas con una superficie útil superior a 280 metros cuadrados; 3000 pies cuadrados) abran hasta seis horas los domingos. Las tiendas pequeñas, aquellas con una superficie inferior a 280 metros cuadrados (3000 pies cuadrados), son libres de establecer sus propios horarios de negociación los domingos. Algunos grandes comercios, como las tiendas de venta libre, las estaciones de servicio y los talleres mecánicos, están exentos de estas restricciones.
Algunas tiendas muy grandes (por ejemplo, los grandes almacenes) abren más de seis horas los domingos y permiten a los clientes navegar 30 minutos antes de permitirles realizar una compra, ya que la restricción de seis horas sólo se aplica al tiempo durante el cual la tienda puede realizar ventas.
El día de Navidad y el domingo de Pascua son días no comerciales. Esto se aplica incluso a los centros de jardinería, que anteriormente operaban durante Semana Santa, pero no a las tiendas pequeñas (aquellas con una superficie inferior a 280 metros cuadrados).

#### Países Bajos
Antes de 1996, las tiendas generalmente cerraban los domingos. Una nueva ley sobre horarios de apertura cambió eso y deja esa decisión principalmente en manos de los municipios locales.
El Zondagswet ("ley dominical"), una ley sobre la profanación del sábado, tiene como objetivo principal garantizar que los servicios religiosos no sean perturbados los domingos y días festivos cristianos. Prohíbe las festividades públicas los domingos antes de las 13:00 horas, así como hacer ruidos que se extiendan a más de 200 metros (yardas), pero están exentas las actividades que probablemente no perturben los servicios religiosos.

#### Irlanda del Norte
Antes de 2008, los clubes afiliados a la Asociación Irlandesa de Fútbol en Irlanda del Norte no permitían jugar fútbol los domingos.
Comercios con una superficie superior a 280 metros cuadrados (334,9 yd²) solo puede abrir de 1 a 6 p. m. los domingos.
En Belfast, los parques infantiles públicos estuvieron cerrados los domingos hasta 1965. Los columpios en los parques públicos fueron amarrados y cerrados con candados para impedir su uso. Antiguamente se aplicaban leyes similares a cines, pubs y parques.

#### Polonia
Desde 2007, se promulgaron leyes azules que provocaron que las tiendas cerraran en los 13 días festivos estatales en Polonia, que son días de descanso tanto religiosos como seculares. En 2014, una iniciativa del partido Ley y Justicia no logró aprobar la lectura en el Sejm para prohibir el comercio los domingos y feriados estatales. Sin embargo, desde 2018, el gobierno gobernante y el presidente de Polonia firmaron una ley que restringe el comercio en las tiendas desde el 1 de marzo de 2018 hasta el primer y último domingo del mes, el Domingo de Ramos, el tercer y cuarto domingo de Adviento, así como Cotización hasta las 14.00 horas para Sábado Santo y Nochebuena. En 2019, la restricción se amplió y se permitió el comercio únicamente el último domingo del mes, así como el Domingo de Ramos, el tercer y cuarto domingo de Adviento, así como el comercio hasta las 14.00 horas para el Sábado de Pascua y Nochebuena. A partir de 2020, las tiendas solo podrán abrir 7 domingos al año: el Domingo de Ramos, el tercer y cuarto domingo de Adviento, el último domingo de enero, abril, junio y agosto, además de operar hasta las 14.00 horas para el Sábado de Pascua y Nochebuena. Como resultado de las restricciones relacionadas con la pandemia de COVID-19, más tarde se añadió el segundo domingo de Adviento como día de compras.

### América del Norte

#### Canadá

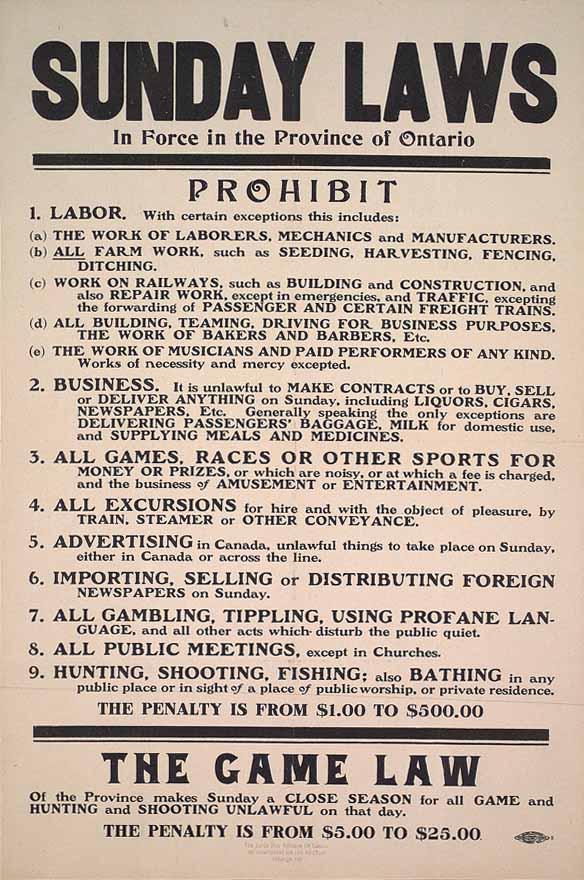
Leyes dominicales en Ontario, 1911.

La Ley del Día del Señor, que desde 1906 prohibía que se realizaran transacciones comerciales los domingos, fue declarada inconstitucional en el caso de 1985 R. v. Big M Drug Mart Ltd. Los agentes de policía de Calgary presenciaron varias transacciones en Big M Drug Mart, todas que ocurrió un domingo. Big M fue acusado de violar la Ley del Día del Señor. Un tribunal provincial dictaminó que la Ley del Día del Señor era inconstitucional, pero la Corona procedió a apelar hasta el Tribunal Supremo de Canadá. En una decisión unánime de 6 a 0, se dictaminó que la Ley del Día del Señor constituía una infracción de la libertad de conciencia y religión definida en la sección 2 (a) de la Carta de Derechos y Libertades.
Un referéndum en Toronto en 1950 permitió que los domingos sólo se jugaran profesionalmente deportes de equipo. Las representaciones teatrales, las proyecciones de películas y las carreras de caballos no estuvieron permitidas hasta la década de 1960.
Posteriormente, la Corte Suprema concluyó, en R. v. Edwards Books and Art Ltd. [1986] (2 SCR 713), que la Retail Business Holiday Act de Ontario, que exigía algunos cierres los domingos, no violaba la Carta porque no tenía un propósito religioso. Sin embargo, a día de hoy, prácticamente todas las leyes provinciales de cierre dominical han dejado de existir. Algunos fueron anulados por los tribunales provinciales, pero la mayoría simplemente fueron derogados, a menudo debido a razones competitivas donde los comerciantes de fuera de la provincia o extranjeros estaban abiertos.

#### Estados Unidos
En Estados Unidos, los jueces han defendido las leyes azules "en términos de su beneficio secular para los trabajadores", sosteniendo que "las leyes eran esenciales para el bienestar social". En 1896, el juez de la Corte Suprema Stephen Johnson Field, opinó con respecto a las leyes dominicales azules:

Su requisito es el cese del trabajo. Con su promulgación, la legislatura ha dado la sanción de la ley a una regla de conducta que todo el mundo civilizado reconoce como esencial para el bienestar físico y moral de la sociedad. Sobre ningún tema hay tanta coincidencia de opiniones entre filósofos, moralistas y estadistas de todas las naciones, como sobre la necesidad del cese periódico del trabajo. Un día de cada siete es la regla, fundada en la experiencia y sostenida por la ciencia. La prohibición de los negocios seculares en domingo se defiende sobre la base de que con ello se promueve el bienestar general, se protege el trabajo y se fomenta el bienestar moral y físico de la sociedad.
Hennington v. Georgia, 163 U.S. 299 (1896)

Muchos estados prohíben la venta de alcohol dentro y fuera de los locales de una forma u otra los domingos en algún horario restringido, bajo la idea de que la gente debe estar en la iglesia el domingo por la mañana, o al menos no beber.
Muchas leyes azules en los Estados Unidos restringen la compra de determinados artículos los domingos. Algunas de estas leyes restringen la capacidad de comprar automóviles, comestibles, material de oficina y artículos para el hogar, entre otras cosas. Aunque la mayoría de estas leyes se han relajado o derogado en la mayoría de los estados, todavía se aplican en algunos otros estados.
En Texas, por ejemplo, las leyes azules prohibían la venta de artículos para el hogar como ollas, sartenes y lavadoras los domingos hasta 1985. En Colorado, Illinois, Indiana, Iowa, Luisiana, Maine, Minnesota, Misuri, Oklahoma, Nueva Jersey, Dakota del Norte, Pensilvania y Wisconsin, los concesionarios de automóviles continúan operando bajo las prohibiciones de la ley azul, según las cuales no se puede comprar ni comercializar un automóvil. en un domingo. Maryland permite la venta de automóviles los domingos sólo en los condados de Charles, Prince George, Montgomery y Howard; De manera similar, Míchigan restringe las ventas dominicales únicamente a aquellos condados con una población de menos de 130.000 habitantes. Texas y Utah prohíben que los concesionarios de automóviles operen durante días consecutivos de fin de semana. En algunos casos, estas leyes fueron creadas o mantenidas con el apoyo de aquellos a quienes afectaban, para permitirles un día libre cada semana sin temor a que sus competidores siguieran abiertos.
Las leyes azules también pueden prohibir la actividad minorista en días distintos del domingo. En Massachusetts, Rhode Island y Maine, por ejemplo, las leyes azules prohíben que la mayoría de las tiendas minoristas, incluidas las tiendas de comestibles, abran el Día de Acción de Gracias y Navidad.
Se han realizado investigaciones sobre el efecto de la derogación de las leyes azules, y la profesora Elesha Coffman de la Universidad de Baylor escribió:

En cuanto a la cultura, el impacto de la desaparición de las leyes azules podría ser mayor. Un estudio realizado en Nuevo México en 2006 reveló un fuerte aumento de la conducción bajo los efectos del alcohol los domingos, después de que ese estado suprimiera su prohibición dominical de la venta de alcohol envasado. Un estudio más amplio publicado por economistas del MIT y de Notre Dame en 2008 concluyó que la derogación de las leyes azules provocó un descenso de la asistencia a las iglesias, una disminución de las donaciones a las iglesias y un aumento del consumo de alcohol y drogas entre las personas religiosas. Estos efectos tan variados no pueden atribuirse fácilmente a causas concretas, pero uno de los autores de este último estudio, Daniel Hungerman, sugirió a Christianity Today que las leyes azules podrían haber estado cumpliendo su propósito original, mantener a la gente piadosa.

##### Casos judiciales en Estados Unidos
A partir de mediados del siglo XIX, las minorías religiosas y etnoculturales arrestadas por violar las leyes azules estatales y locales apelaron sus condenas ante los tribunales supremos estatales. En Specht v. Commonwealth (Pa. 1848), por ejemplo, los bautistas alemanes del séptimo día en Pensilvania contrataron al abogado Thaddeus Stevens para impugnar la constitucionalidad de la ley dominical de Pensilvania. Como en casos en otros estados, los litigantes señalaron las disposiciones de las constituciones estatales que protegen la libertad religiosa y sostuvieron que las leyes dominicales eran una violación flagrante. Aunque por lo general no tuvieron éxito (la mayoría de los tribunales supremos estatales confirmaron la constitucionalidad de las leyes dominicales), estos desafíos constitucionales ayudaron a establecer un patrón mediante el cual las minorías posteriores buscarían proteger la libertad religiosa y los derechos de las minorías.
La Corte Suprema de los Estados Unidos sostuvo en su caso histórico, McGowan contra Maryland (1961), que las leyes azules de Maryland no violaban ni la Cláusula de Libre Ejercicio ni la Cláusula de Establecimiento de la Primera Enmienda de la Constitución de los Estados Unidos. Aprobó la ley azul del estado que restringe las actividades comerciales el domingo, señalando que si bien dichas leyes se originaron para fomentar la asistencia a las iglesias cristianas, las leyes contemporáneas de Maryland estaban destinadas a servir "para proporcionar un día de descanso uniforme para todos los ciudadanos" de forma secular y promover los valores seculares de "salud, seguridad, recreación y bienestar general" a través de un día común de descanso. El hecho de que este día coincida con el sábado cristiano no es un obstáculo para los objetivos seculares del estado; no reduce su eficacia para fines seculares ni impide que los seguidores de otras religiones observen sus propios días santos.
McGowan fue sólo uno de los cuatro casos cerrados el domingo decididos juntos por el Tribunal en mayo de 1961. En Gallagher contra Crown Kosher Super Market of Mass., Inc., el Tribunal falló en contra de una tienda de delicatessen kosher que cerraba el sábado pero estaba abierta el domingo. Los otros dos casos fueron Braunfeld contra Brown, y Two Guys from Harrison-Allentown, Inc. contra McGinley. El presidente del Tribunal Supremo, Earl Warren, declaró que "el Estado busca establecer un día aparte de todos los demás como un día de descanso, recreación y tranquilidad, un día en el que todos los miembros de la familia y la comunidad tengan la oportunidad de pasarlo y disfrutarlo juntos. un día en el que existe relativa tranquilidad y desvinculación de la intensidad cotidiana de las actividades comerciales, un día en el que la gente puede visitar a amigos y familiares que no están disponibles durante los días laborables."
En marzo de 2006, los jueces de Texas confirmaron la ley estatal azul que exige que los concesionarios de automóviles cierren los sábados o domingos cada fin de semana.

### Oceanía

#### Islas Cook y Niue
En las Islas Cook y Niue también existen leyes azules. En las Islas Cook, ésta fue la primera legislación escrita, promulgada por la Sociedad Misionera de Londres en 1827, con el consentimiento de los ariki (jefes). Las leyes en Niue prohíben ciertas actividades los domingos, lo que refleja la historia del país de observar la tradición cristiana del sábado.

#### Tonga
En el Reino de Tonga, el Código Vava'u (1839) era una forma de ley azul inspirada en las enseñanzas de los misioneros metodistas. Con la inauguración de la Constitución de Tonga el 4 de junio de 1875, la cláusula sexta estipula: "El día de reposo será santificado en Tonga y ninguna persona podrá ejercer su oficio o profesión ni realizar ninguna empresa comercial en el día de reposo excepto de conformidad con la ley; y cualquier acuerdo hecho o presenciado en ese día será nulo y sin efecto legal."